# Championnat de Belgique masculin de handball de deuxième division
Le championnat de Belgique masculin de handball de deuxième division, appelé communément Division 2 et dénommé de 1999 à 2009, Division 1, est une compétition de handball créée en 1963 par l'Union royale belge de handball, et organisée par cette même fédération
Cette division est le deuxième niveau de hiérarchie du handball en Belgique, la division supérieure est la Première Division National et la division inférieure est scindée en deux championnats communautarisés à l'aide de deux fédérations la Ligue francophone de handball qui organise la D1 LFH, pour les clubs affiliés à la LFH, et la Vlaamse Handbal Vereniging qui organise la Liga.1 pour les clubs affiliés à la VHV.

## Palmarès
| Édition    | Saison    | Champion                                                                                                   | Dauphin | Troisième                                                                                                  |
| ---------- | --------- | --- | --- | --- |
| Division 1 |           | | | |
| 1re        | 1963-1964 | Palmarès inconnu                                                                                           | Palmarès inconnu                                                                                           | Palmarès inconnu                                                                                           |
| ...        |           | Palmarès inconnu                                                                                           | Palmarès inconnu                                                                                           | Palmarès inconnu                                                                                           |
| 12e        | 1974-1975 | Sporting Kraainem'72                                                                                       | | |
| 13e        | 1975-1976 | Palmarès inconnu                                                                                           | Palmarès inconnu                                                                                           | Palmarès inconnu                                                                                           |
| 14e        | 1976-1977 | | | |
| 15e        | 1977-1978 | TSV Eupen                                                                                                  | Union beynoise                                                                                             | Etterbeek                                                                                                  |
| 16e        | 1978-1979 | Initia HC Hasselt                                                                                          | ? | ? |
| 17e        | 1979-1980 | TSV Eupen                                                                                                  | HC Herstal                                                                                                 | Union beynoise                                                                                             |
| 18e        | 1980-1981 | Palmarès inconnu                                                                                           | Palmarès inconnu                                                                                           | Palmarès inconnu                                                                                           |
| ...        |           | Palmarès inconnu                                                                                           | Palmarès inconnu                                                                                           | Palmarès inconnu                                                                                           |
| 21e        | 1983-1984 | Palmarès inconnu                                                                                           | Palmarès inconnu                                                                                           | Palmarès inconnu                                                                                           |
| 22e        | 1984-1985 | Apolloon Kortrijk                                                                                          | HC Herstal                                                                                                 | Kreasa HB Houthalen                                                                                        |
| 23e        | 1985-1986 | Kreasa HB Houthalen                                                                                        | KTSV Eupen                                                                                                 | FC Malines                                                                                                 |
| 24e        | 1986-1987 | Palmarès inconnu                                                                                           | Palmarès inconnu                                                                                           | Palmarès inconnu                                                                                           |
| 25e        | 1987-1988 | Palmarès inconnu                                                                                           | Palmarès inconnu                                                                                           | Palmarès inconnu                                                                                           |
| 26e        | 1988-1989 | Royal Olympic Club Flémalle                                                                                | Sporta Evere                                                                                               | Jeunesse Jemeppe                                                                                           |
| 27e        | 1989-1990 | Palmarès inconnu                                                                                           | Palmarès inconnu                                                                                           | Palmarès inconnu                                                                                           |
| 28e        | 1990-1991 | Palmarès inconnu                                                                                           | Palmarès inconnu                                                                                           | Palmarès inconnu                                                                                           |
| 29e        | 1991-1992 | Handbal Club Kiewit                                                                                        | Handball Club Eynatten                                                                                     | HCE Tongeren                                                                                               |
| 30e        | 1992-1993 | Palmarès inconnu                                                                                           | Palmarès inconnu                                                                                           | Palmarès inconnu                                                                                           |
| ...        |           | Palmarès inconnu                                                                                           | Palmarès inconnu                                                                                           | Palmarès inconnu                                                                                           |
| 35e        | 1997-1998 | Palmarès inconnu                                                                                           | Palmarès inconnu                                                                                           | Palmarès inconnu                                                                                           |
| Division 1 |           | | | |
| 36e        | 1998-1999 | Handbal Club Izegem                                                                                        | KTSV Eupen 1889                                                                                            | HC DB Gent                                                                                                 |
| 37e        | 1999-2000 | HK Waasmunster                                                                                             | KTSV Eupen 1889                                                                                            | ? |
| 38e        | 2000-2001 | HC Visé BM                                                                                                 | HBC Izegem                                                                                                 | KTSV Eupen 1889                                                                                            |
| 39e        | 2001-2002 | Handbal Club Izegem                                                                                        | ? | ? |
| 40e        | 2002-2003 | CSV Charleroi                                                                                              | HC Maasmechelen 65                                                                                         | H.Villers 59                                                                                               |
| 41e        | 2003-2004 | Achilles Bocholt                                                                                           | HC Atomix                                                                                                  | H.Villers 59                                                                                               |
| 42e        | 2004-2005 | HC Atomix                                                                                                  | HC Herstal/Ans                                                                                             | ROC Flémalle                                                                                               |
| 43e        | 2005-2006 | KTSV Eupen 1889                                                                                            | Kreasa HB Houthalen                                                                                        | HC DB Gent                                                                                                 |
| 44e        | 2006-2007 | HC Visé BM                                                                                                 | Achilles Bocholt                                                                                           | HC Raeren 76                                                                                               |
| 45e        | 2007-2008 | HCA Lommel                                                                                                 | HC DB Gent                                                                                                 | HC Raeren 76                                                                                               |
| 46e        | 2008-2009 | HKW Waasmunster                                                                                            | KTSV Eupen 1889                                                                                            | HBC Izegem                                                                                                 |
| Division 2 |           | | | |
| 47e        | 2009-2010 | Union Beynoise                                                                                             | EHC Tournai                                                                                                | HC Visé BM                                                                                                 |
| 48e        | 2010-2011 | HC Visé BM                                                                                                 | EHC Tournai                                                                                                | HC Kraainem                                                                                                |
| 49e        | 2011-2012 | EHC Tournai                                                                                                | HKW Waasmunster                                                                                            | KV Sasja HC Hoboken                                                                                        |
| 50e        | 2012-2013 | HB Sint-Truiden                                                                                            | Olse Merksem HC                                                                                            | HC DB Gent                                                                                                 |
| 51e        | 2013-2014 | KV Sasja HC Hoboken II                                                                                     | HKW Waasmunster                                                                                            | Kreasa HB Houthalen                                                                                        |
| 52e        | 2014-2015 | HC DB Gent                                                                                                 | HC Eynatten-Raeren                                                                                         | RHC Grâce-Hollogne                                                                                         |
| 53e        | 2015-2016 | RHC Grâce-Hollogne                                                                                         | HC Visé BM II                                                                                              | HC Atomix                                                                                                  |
| 54e        | 2016-2017 | HC Atomix                                                                                                  | HC DB Gent                                                                                                 | Union beynoise                                                                                             |
| 55e        | 2017-2018 | Apolloon Kortrijk                                                                                          | HC DB Gent                                                                                                 | RHC Grâce-Hollogne                                                                                         |
| 56e        | 2018-2019 | Kreasa HB Houthalen                                                                                        | HBC Izegem                                                                                                 | HC Amay |
| 57e        | 2019-2020 | Arrêté définitivement en raison du Covid-19 Le HBC Izegem et le KTSV Eupen 1889 sont promus en Division 1. | Arrêté définitivement en raison du Covid-19 Le HBC Izegem et le KTSV Eupen 1889 sont promus en Division 1. | Arrêté définitivement en raison du Covid-19 Le HBC Izegem et le KTSV Eupen 1889 sont promus en Division 1. |
| 58e        | 2020-2021 | | | |